# Cataratas de Khone Phapheng

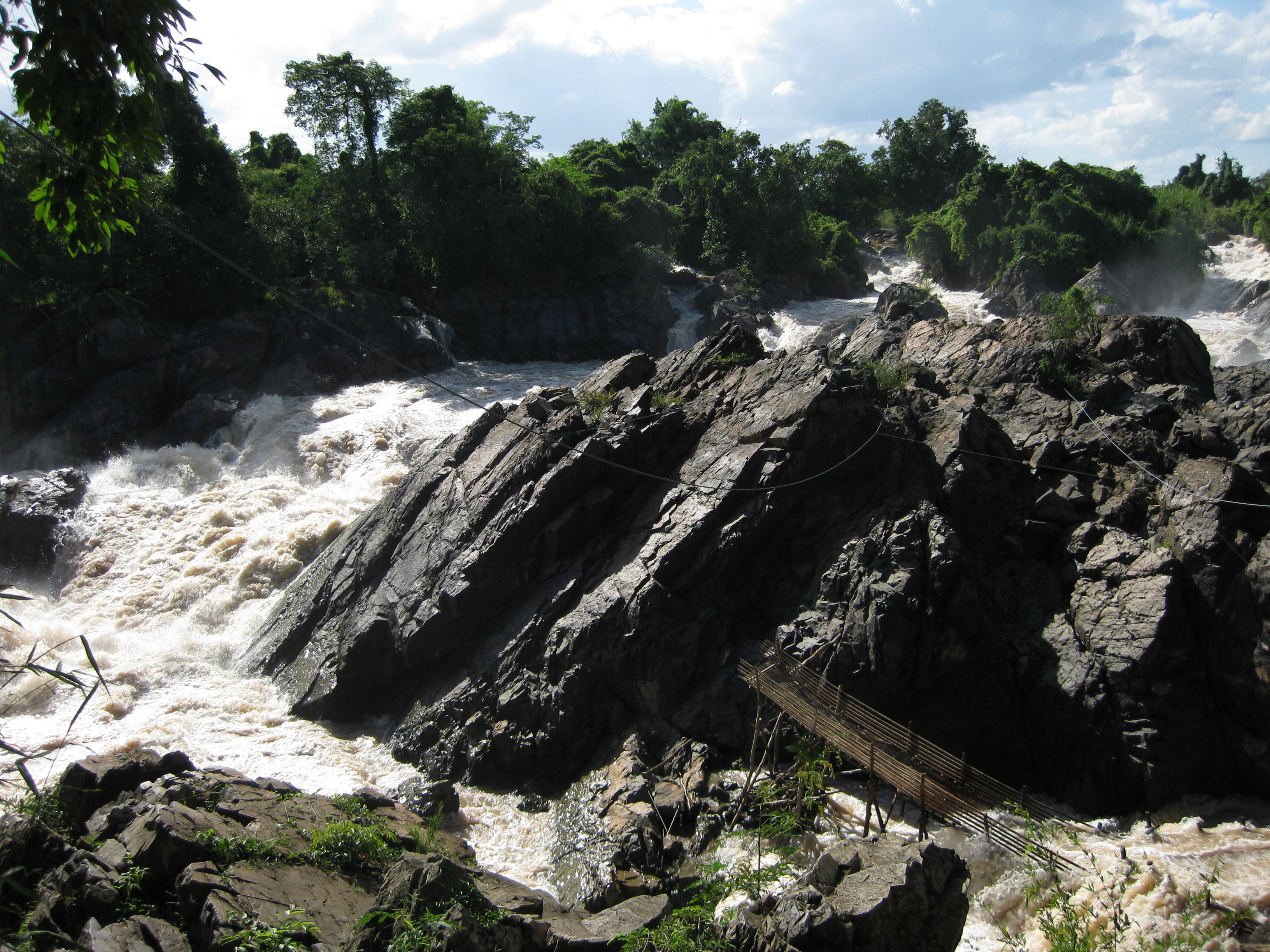
Uma das cachoeiras do Khone Phapheng

As Cataratas de Khone Phapheng (Laos: ນ້ຳຕົກຕາດຄອນພະເພັງ) é uma série de cachoeiras localizadas na província de Champassak no rio Mekong, no sul do Laos, perto da fronteira com o Camboja. As Cataratas do Khone são as maiores do sudeste da Ásia. As quedas são caracterizadas por milhares de ilhas e inúmeros canais, dando o nome à area de Si Phan Don ou "As 4.000 ilhas".
As maiores quedas chegam a 21 metros, e a sucessão de corredeiras é ao longo de um trecho do rio de 9.7 km de comprimento. A descarga média neste trecho do rio é de quase 11.000 m3/ s  sendo o maior volume atingido de mais 49.000 m 3/ s.